# Batalla de Fort Henry

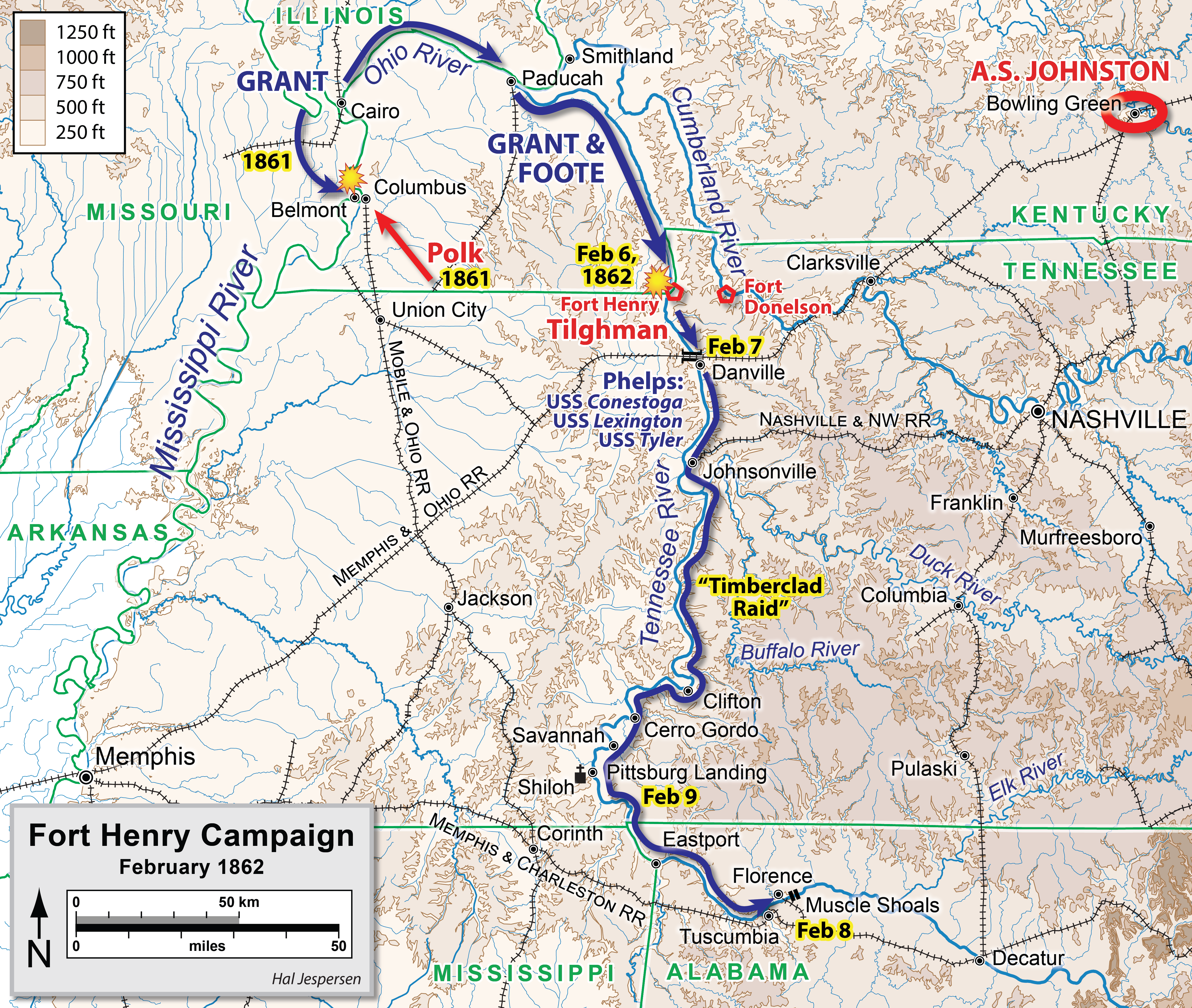
Batalla de Fort Henry

La batalla de Fort Henry, que ocurrió el 6 de febrero de 1862 fue la primera victoria significativa de la Unión en la guerra civil estadounidense. En un esfuerzo por hacerse con el control de los ríos y las líneas de suministro al oeste de los Apalaches, el general de brigada de la Unión Ulysses S. Grant y el comodoro Andrew Foote lanzaron un ataque contra Fort Henry, que estaba ligeramente defendido, en Tennessee. 
Ya antes del feroz bombardeo naval, el general de brigada confederado Lloyd Tilghman, que era consciente de la irremediable superioridad de la Unión, evacuó en secreto la mayor parte de sus tropas al cercano Fort Donelson antes de rendirse a las fuerzas de la Unión. La caída de Fort Henry, seguida 10 días más tarde por la captura de Fort Donelson, abrió los ríos Cumberland y Tennessee al control de la Unión, cortando el acceso confederado a dos vías fluviales clave durante el resto de la guerra.

## Preludio
Fort Henry recibió su nombre del senador confederado Gustavus Henry de Clarksville y se construyó en verano de 1861 durante la Guerra Civil. Ubicado en el río Tennessee, el fuerte fue un punto crítico de defensa para la Confederación, protegiendo Nashville, Tennessee y la ruta del ferrocarril entre Bowling Green, Kentucky y Memphis. Sin embargo, también era vulnerable, porque fue construido en un terreno bajo que era propenso a inundarse cada vez que el río crecía, y que era dominado por un terreno elevado. Fue esa la razón por la que Henry Halleck, el jefe de las tropas de la Unión del sector, autorizó al general de brigada Ulysses S. Grant a tomarlo una vez que se lo propuso Grant. Para ello las tropas unionistas avanzaron desde Cairo bajo el mando de Grant a partir del 2 de febrero.
Esas tropas llegaron cerca de las orillas del río el 4 y 5 de febrero de 1862, desembarcando fuera del alcance de los cañones confederados. Desembarcaron en dos ubicaciones diferentes, en la orilla este del río Tennessee para evitar la fuga de la guarnición y en el terreno elevado en el lado de Kentucky para amenazar el fuerte desde allí. El fuerte fue defendido por menos de 3.400 soldados confederados. En comparación, Grant tenía 15.000 soldados de la Unión a su disposición, apoyados por 4 cañoneras acorazadas y 3 de madera dirigidas por el oficial de bandera Andrew H. Foote. Adicionalmente el fuerte había sido parcialmente inundado por las lluvias recientes, y el mal tiempo había dejado a muchas de las tropas que quedaban para defenderlo enfermas. Finalmente gran parte del armamento confederado en el fuerte databa de la Guerra de 1812.
El plan de Grant era atacar simultáneamente por tierra y por el río a las 11 en punto del 6 de febrero.

## La batalla
Como Grant se retrasó por tener que pasar por caminos embarrados, Foote comenzó su ataque a las 11:45 del 6 de febrero de 1862. Los barcos de la Unión de Foote dispararon contra el fuerte desde menos de 300 metros de distancia, dañando todas sus armas defensivas. Mientrastanto Grant procedió a rodear la guarnición por tierra.
Tilghman, sabiendo que la situación era desoladora, trasladó a la mayoría de sus tropas desde el difícil de defender Fort Henry a Fort Donelson, a solo 10 millas por el río Cumberland, ya desde antes de la batalla desde las 10 en punto. Dejó solo algunos artilleros dentro de Fort Henry para devolver el fuego al ataque de la Unión para hacer eso posible. Para que no hubese problemas al respecto él se quedó en Fort Henry. Después de más de dos horas de bombardeo de los barcos, los confederados bajo Tilghman se rindieron a las 2 en punto. Las tropas de Grant llegaron después de la rendición.
La rendición confederada se recibió a bordo del Cincinnati, con 12 oficiales confederados y 82 hombres presentes. La flota de Foote sufrió 40 bajas. La mayoría, 32, estuvieron a bordo del acorazado Essex, que quedó dañado hasta julio del mismo año. Los otros barcos acorazados solo sufrieron daños menores.

## Consecuencias
La caída de Fort Henry abrió rápidamente el río Tennessee a las cañoneras de madera de la Unión, las cuales, bajo órdenes de Foote y al mando de Phelps atacaron luego con éxito a la Confederación más al sur, algo que no pudieron las otras por haber sufrido daños durante la batalla. Destruyeron suministros y un importante puente del ferrocarril de Memphis y Ohio, a 40 km río arriba. También capturaron una variedad de barcos.
Una semana después de la victoria de la Unión en Fort Henry, las dos fuerzas se enfrentarían nuevamente en la Batalla de Fort Donelson. Además de marcar la primera gran victoria de la Unión en la Guerra Civil, la batalla de Fort Henry, junto con la posterior victoria de la Unión en la batalla de Fort Donelson, restauró el Oeste y el centro de Tennessee y la mayor parte de Kentucky a la Unión.